# Bouvardia oaxacana
Bouvardia oaxacana är en måreväxtart som beskrevs av Paul Carpenter Standley. Bouvardia oaxacana ingår i släktet Bouvardia och familjen måreväxter. Inga underarter finns listade i Catalogue of Life.